# یواس‌اس الی (دی‌یی-۳۰۹)
یواس‌اس الی (دی‌یی-۳۰۹) (به انگلیسی: USS Ely (DE-309)) یک کشتی بود که طول آن ۲۸۹ فوت ۵ اینچ (۸۸٫۲۱ متر) بود. این کشتی در سال ۱۹۴۴ ساخته شد.